# Kraków Nowa Huta Południowa
Kraków Nowa Huta Południowa – zlikwidowana i zamknięta w 1954 roku stacja kolejowa w Krakowie, w dzielnicy Nowa Huta, w województwie małopolskim. Została oddana do użytku w 1952 roku przez Polskie Koleje Państwowe.